# Discours du président Barack Obama au Caire

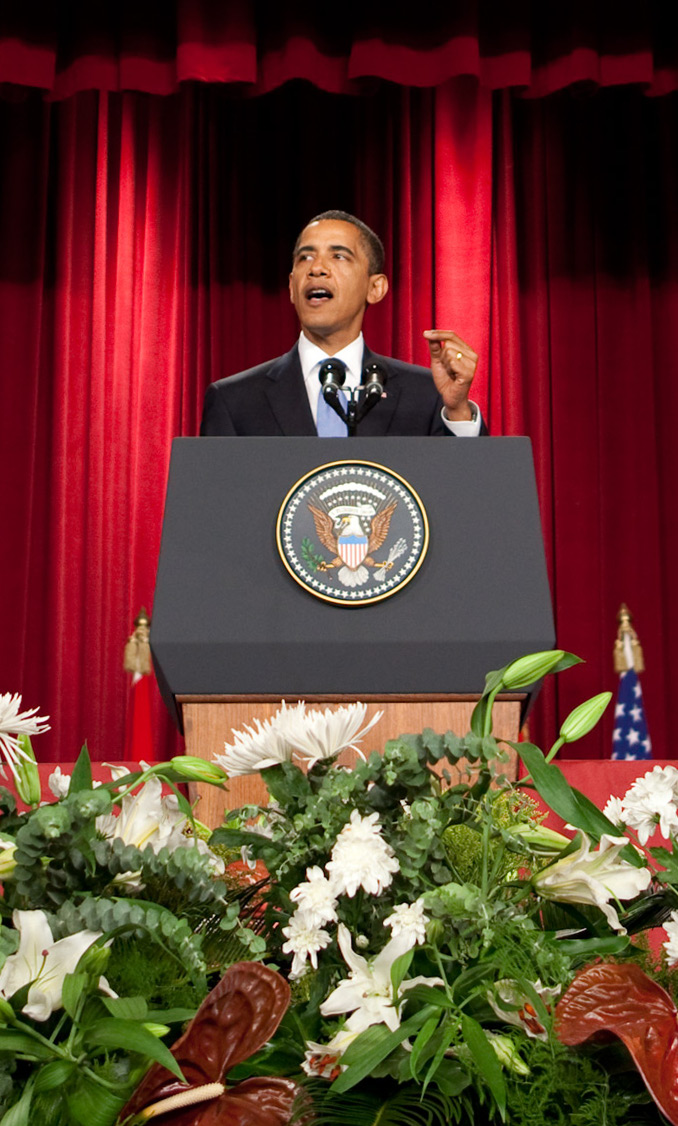
Le président Obama prononçant son discours à l'université du Caire le 4 juin 2009.

Le président américain Barack Obama a prononcé le 4 juin 2009 depuis l'université du Caire un discours intitulé « Un nouveau départ » (« A New Beginning »), destiné à améliorer les relations américaines avec les musulmans.

## Contenu du discours
Obama a mentionné son souhait de voir le Proche-Orient sans nucléaire militaire et de discuter avec l'Iran à propos de son programme nucléaire et militaire.

## Analyse
Gilles Kepel observe que le discours d'Obama vise à marquer une rupture dans les relations entre les États-Unis et le monde musulman avec l'ère Bush. Ses critiques à l'égard d'Israël (dans le cadre de la question palestinienne) mettent « une pression considérable sur le gouvernement Netanyahou ». Obama cherche à dialoguer avec les islamistes modérés afin d'affaiblir l'islamisme radical. Un Occident vu positivement par le monde musulman serait un frein au développement du discours antioccidental des radicaux. Le discours ne présente cependant aucun point concret.
Pour Noam Chomsky, ce discours ne traduit aucun changement dans la politique américaine. Obama s'inscrit dans la continuité de la politique menée par ses prédécesseurs dans le conflit israélo-palestinien en continuant d'apporter un soutien quasi total à Israël. Chomsky souligne qu'Obama utilise le style bien rodé de la « page blanche » (« blank slate »), qui consiste à « ne pas dire grand-chose sur le fond, mais en le faisant d'une manière si séduisante qu'elle permet à ceux qui l'écoutent de lire sur la page ce qu'ils veulent entendre ».
Sur le plan intérieur américain, le discours, dans lequel Obama mentionne et cite le Coran à plusieurs reprises, légitime les références à la religion musulmane dans le discours politique américain.
En France, le mouvement Ni putes ni soumises a condamné les propos du président américain en faveur du voile. L'association présidée par Sihem Habchi a notamment déclaré dans un communiqué qu'en « défendant le voile, Obama part en croisade contre les femmes ».

## Postérité
Fin octobre 2013, Susan Rice, conseillère à la Sécurité nationale de Barack Obama, expose à la presse la nouvelle doctrine américaine à l'égard du Moyen-Orient. Les États-Unis déclarent en effet ne plus se mêler à l'avenir des affaires de la région, hormis sur les sujets de la lutte contre le terrorisme, de la prolifération nucléaire et des menaces pesant sur leurs alliés. Ce désengagement est analysé par la presse comme la fin du « nouveau départ » promis par Obama lors du discours du Caire.